# Relación (canción)
«Relación» es una canción grabada por el cantautor panameño Sech. La canción fue lanzada el 1 de abril de 2020 como el segundo sencillo de su segundo álbum de estudio 1 de 1, lanzado un mes después. Fue escrito por el intérprete junto a sus productores y Joshua Méndez y Ramses Herrera. El tema fue producido por Jorge Valdés y Miguel Andrés Martínez, más conocido como Dímelo Flow y Slow Mike. "Relación" se convirtió en un éxito entre los diez primeros en Panamá, Argentina y España, así como una canción muy popular en TikTok. En los Estados Unidos, la pista llegó a la vigésima segunda posición en la lista Bubbling Under Hot 100 Singles.
Para una versión remezclada de la canción, Sech se unió al rapero de reguetón puertorriqueño Daddy Yankee, al cantante y compositor puertorriqueño Farruko, al cantante colombiano J Balvin y a la cantautora española Rosalía. Después de grabar la canción en julio de 2020 y dar muchas pistas, se vio un mural en Miami que anunciaba el lanzamiento de la canción a fines de agosto, programado para el 4 de septiembre en las plataformas de streaming.

## Antecedentes
Tras el éxito de la colaboración de Sech con Bad Bunny «Ignorantes», el cantante panameño anunció el 30 de marzo que lanzaría su nuevo sencillo «Relación» el primero de abril como un nuevo avance de su próximo álbum de estudio. La canción trata sobre el empoderamiento femenino, de esta manera, la canción refleja nuevamente el despecho y la liberación de una mujer en una relación fallida. Se subió un video musical a YouTube el mismo día en que se lanzó la pista para promocionar la canción.

## Desempeño comercial
«Relación» ha sido nombrada una de las canciones del verano de 2020 por múltiples revistas especialmente después de que la pista se hiciera extremadamente popular en TikTok siguiendo una coreografía diseñada por el influencer español Samuel López. El audio alcanzó más de cuatro millones de usos en la aplicación en agosto. Así, la canción entró en la lista Top 50 global de Spotify, alcanzando el puesto número uno en las listas nacionales de streaming en muchos países latinoamericanos, encabezándolos en Bolivia, Costa Rica, Ecuador, Honduras, Panamá y Perú, mientras que alcanzó la lista de las diez más populares en Argentina, España y Guatemala. «Relación» se convirtió en la sexta canción más escuchada en España durante la temporada de verano.

## Remix
Luego de que el video musical de "Relación" alcanzara los cien hits en YouTube a principios de julio, Sech compartió su entusiasmo en las historias de Instagram así como un audio donde se podía escuchar al reguetón colombiano J Balvin cantar "latino gang. Remix". Más tarde, Rosalía compartió una historia de Instagram de sí misma en un estudio de grabación en San Juan cantando la melodía de la canción. El 15 de agosto, Rosalía publicó en TikTok un video corto de ella en un estudio de grabación junto al productor David Rodríguez, donde también compartió un adelanto de la canción. El 29 de agosto de 2020, comenzó la pintura de un mural en Miami para promover el lanzamiento del remix. Sech, así como Rich Music, compartieron la construcción de la obra de arte en sus respectivos perfiles de redes sociales, confirmando el proyecto y la participación de Daddy Yankee y Farruko en el mismo. El 2 de septiembre, se confirmó que la pista se lanzaría ese mismo viernes al mediodía.

## Posicionamiento en listas

### Versión en solitario
| Listas (2020)                                     | Mejor posición |
| ------------------------------------------------- | -------------- |
| Argentina (Argentina Hot 100)                     | 3              |
| España (PROMUSICAE)                               | 10             |
| Estados Unidos Bubbling Under Hot 100 (Billboard) | 19             |
| Estados Unidos (Hot Latin Songs)                  | 12             |
| México Airplay (Billboard)                        | 28             |
| Panamá (Monitor Latino)                           | 7              |

### Versión del remix

#### Listas semanales
| Lista (2020)                                    | Mejor posición |
| ----------------------------------------------- | -------------- |
| Argentina (Argentina Hot 100)                   | 3              |
| Billboard Global 200                            | 13             |
| España (PROMUSICAE)                             | 2              |
| Estados Unidos (Billboard Hot 100)              | 64             |
| Estados Unidos (Hot Latin Songs)                | 2              |
| Estados Unidos (Billboard Latin Airplay)        | 1              |
| Estados Unidos (Billboard Latin Rhythm Airplay) | 1              |
| Italia (FIMI)                                   | 73             |
| México Airplay                                  | 1              |
| Panamá (SGP)                                    | 28             |
| Suiza (Schweizer Hitparade)                     | 47             |

#### Listas de fin de año
| Lista (2020)                               | Posición |
| ------------------------------------------ | -------- |
| Argentina Airplay (Monitor Latino)         | 77       |
| Estados Unidos Hot Latin Songs (Billboard) | 13       |

## Historial de lanzamientos
| Región | Fecha                   | Formato                      | Versión  | Sello discográfico | Ref.   |
| ------ | ----------------------- | ---------------------------- | -------- | ------------------ | ------ |
| Varios | 1 de abril de 2020      | Descarga digital y streaming | Original | Rich Music         | [ 1 ]  |
| Varios | 4 de septiembre de 2020 | Descarga digital y streaming | Remix    | Rich Music         | [ 32 ] |